# Altona Motors

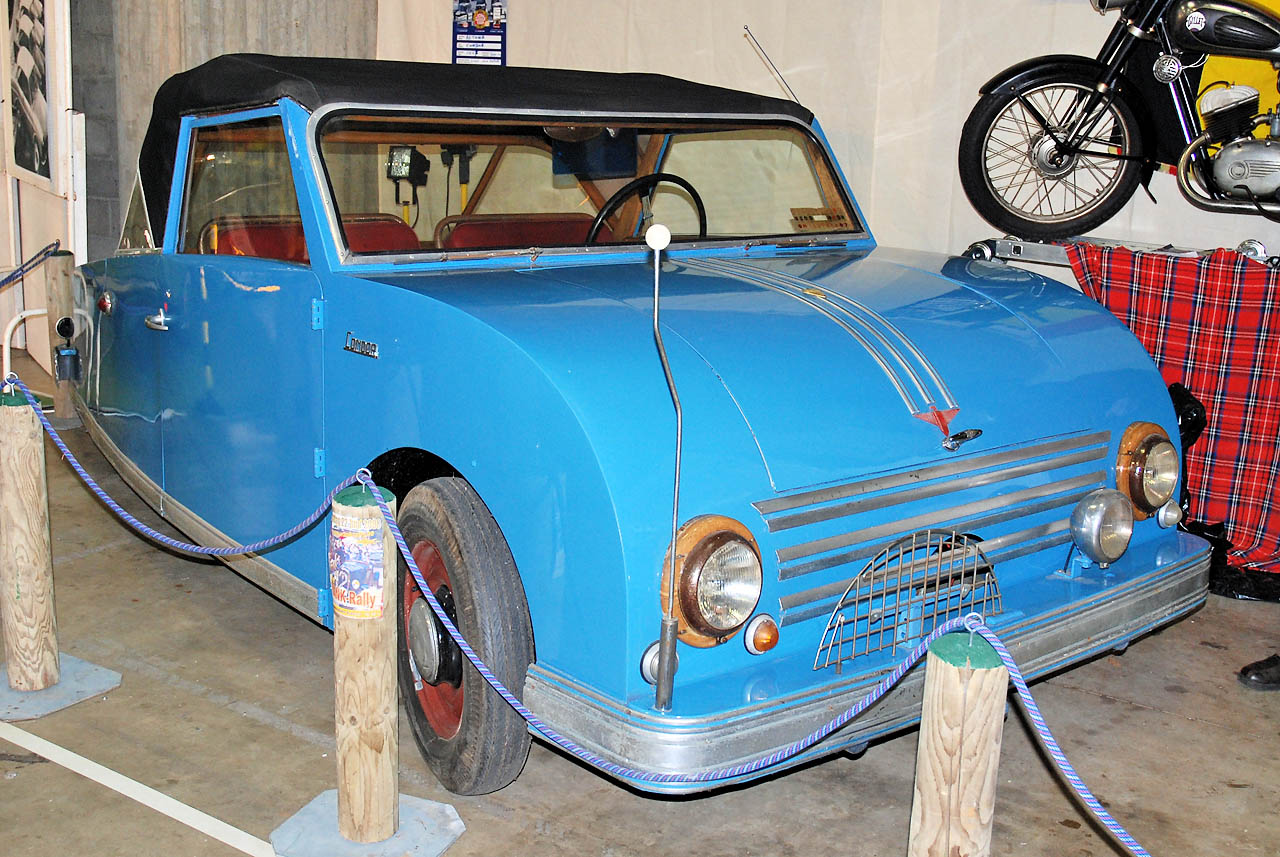
Altona Condor von 1946

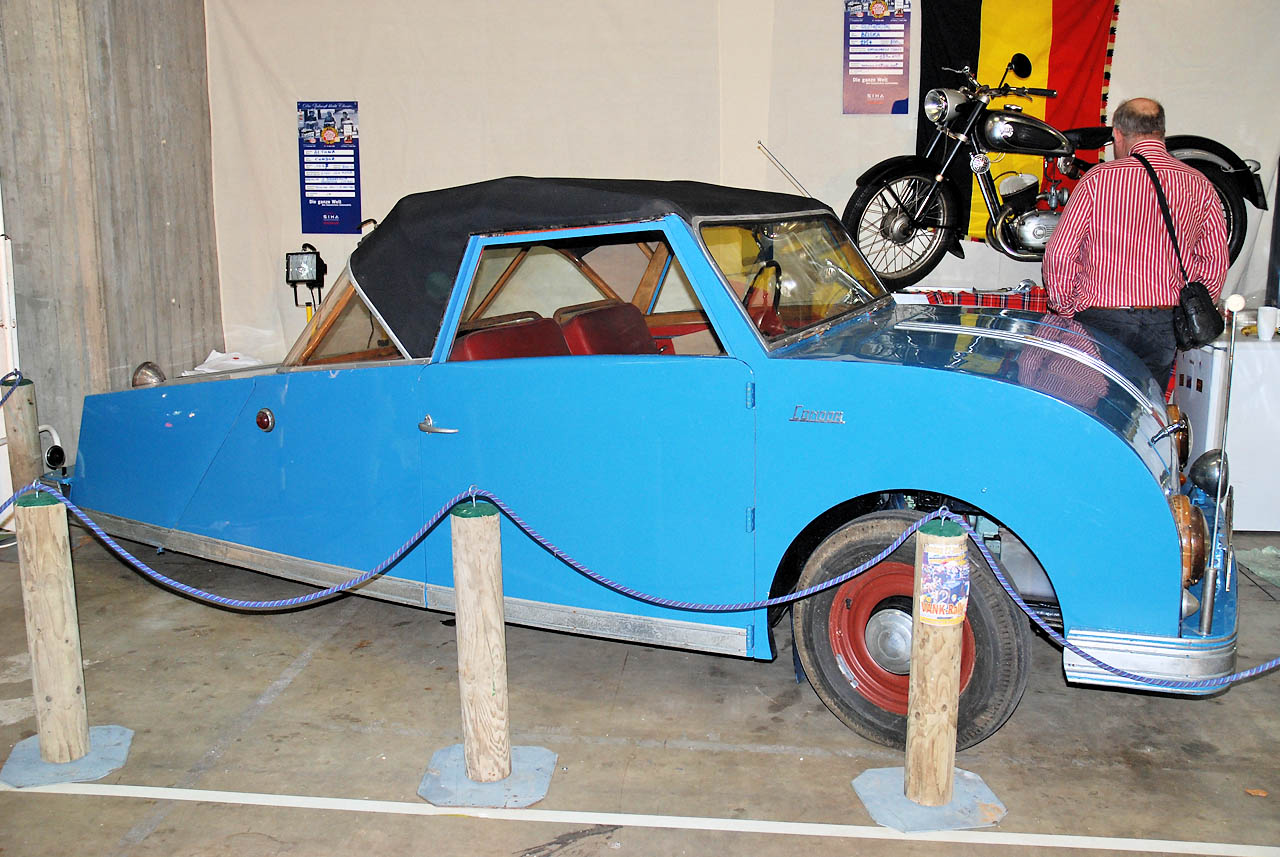
Seite

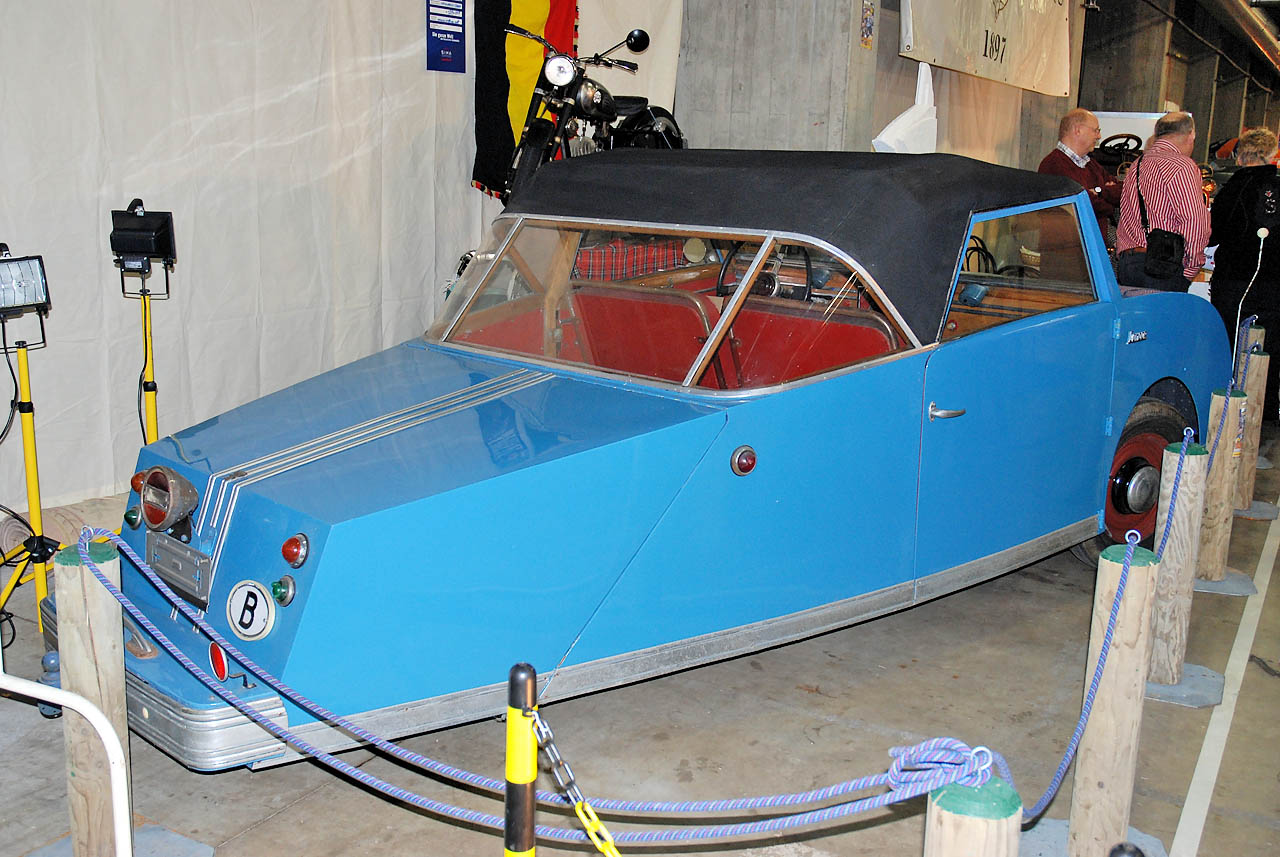
Heck

Altona Motors war ein belgischer Hersteller von Automobilen.

## Unternehmensgeschichte
Herr De Belder war Designer bei Minerva Motors. 1938 gründete er sein eigenes Unternehmen in Antwerpen-Borgerhout. Er begann mit der Produktion von Fahrzeugen. Der Markenname lautete Altona. 1946 endete die Produktion.

## Fahrzeuge
Mehrheitlich entstanden Anhänger mit dem Zusatz Condor. Daneben war das häufigste Modell ein Dreirad-Lieferwagen, der den damaligen Lieferwagen von Goliath mit einem Vorderrad ähnelte. Außerdem gab es vor dem Zweiten Weltkrieg Pläne für Dreiräder mit hinterem Einzelrad als Personenkraftwagen und Lieferwagen.
1946 erschien der Pkw Condor, ebenfalls ein Dreirad mit dem einzelnen Rad hinten. Ein Zweitaktmotor von den ILO-Motorenwerken mit 800 cm³ Hubraum sorgte für den Antrieb. Es blieb bei einem oder mehreren Prototypen. Ein Fahrzeug aus dem Vorbesitz des Inhabers ist erhalten geblieben.